# Sultanato de Zanzíbar
El Sultanato de Zanzíbar o Sultanato de Zancíbar fue un Estado africano existente en la isla homónima situada en la costa de la actual Tanzania entre 1856 y 1964. Los territorios del Sultanato variaron con el tiempo, y en su mayor extensión abarcaron todo el territorio de la actual Kenia y el Archipiélago de Zanzíbar de la Costa Suajili. Después de su declive, el estado solo controlaba Zanzíbar y una franja de 10 km cuadrados a lo largo de la costa de Kenia, con el interior de Kenia controlado por la  Colonia de Kenia del Imperio británico.

## Historia

### Anexión por parte de Omán
En 1698, Zanzíbar entró a formar parte de las posesiones de Omán. Los omaníes establecieron guarniciones en Zanzíbar, Pemba y Kilwa, y en 1832, o 1840, según distintas fuentes, Said ibn Sultan trasladó su capital desde Mascate (en Omán) a Zanzíbar. Además, estableció una élite gobernante árabe y alentó el desarrollo de las plantaciones de clavo utilizando la mano de obra esclava de la isla. El comercio de Zanzíbar estaba cada vez más en manos de comerciantes del Subcontinente Indio, a quienes Said alentaba a asentarse en la isla.
Tras su muerte en 1856, dos de sus hijos, Majid ibn Said y Thuwaini ibn Said lucharon por la sucesión.

### Independencia

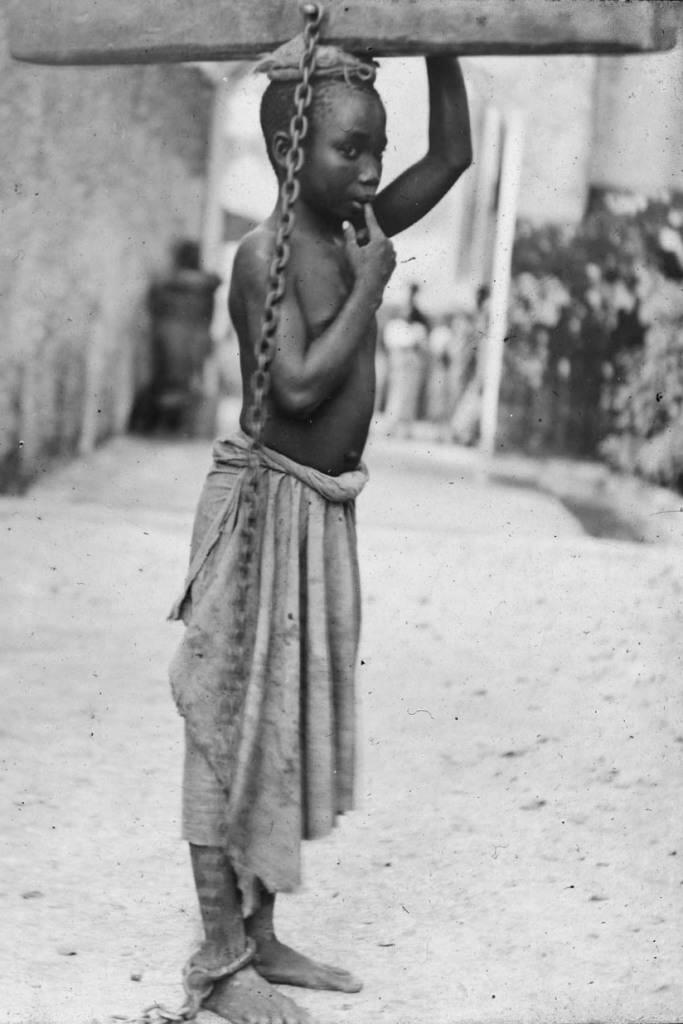
Fotografía de un niño esclavizado en Zanzíbar castigado por su amo musulmán por una falta leve.

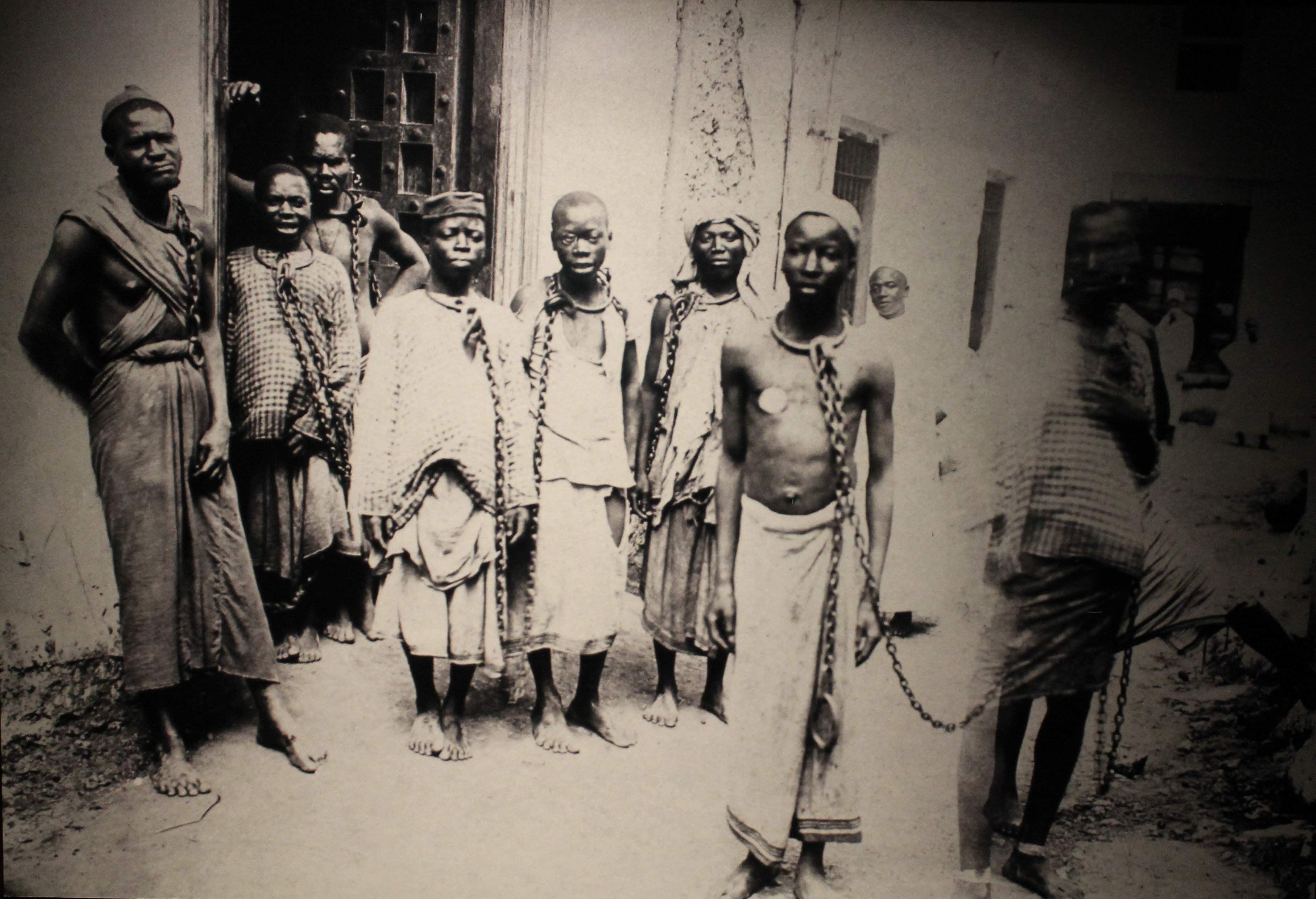
Mercado de esclavos en Zanzíbar.

Zanzíbar y Omán se dividieron en dos principados en 1861. Majid se convirtió en sultán de Zanzíbar mientras que Thuwaini se convirtió en sultán de Omán. Durante sus 14 años de reinado como sultán, Majid consolidó su poder sobre el comercio de esclavos del África Oriental. Su sucesor, Barghash ibn Said, ayudó a abolir la trata de esclavos en Zanzíbar y desarrolló en gran medida las infraestructuras del país. El tercer sultán, Khalifah ibn Said (Khalifa I), también fomentó el progreso del país hacia la abolición de la esclavitud.
Hasta 1886, el sultán de Zanzíbar controló una parte importante de la costa este africana y de las rutas comerciales que se extendían por todo el continente, hasta lugares tan lejanos como por ejemplo Kindu, en el río Congo. Ese año, británicos y alemanes se reunieron en secreto y volvieron a restablecer el área bajo el control del sultán. En los años siguientes, la mayoría de las posesiones continentales del sultanato fueron tomadas por potencias europeas. Con la firma del Tratado de Heligoland-Zanzíbar en 1890, durante el reinado de Ali ibn Said (Ali I), Zanzíbar se convirtió en protectorado británico.
En agosto de 1896 tuvo lugar la guerra Anglo-Zanzibariana, de 45 minutos de duración (la más corta de la historia), después de que Khalid ibn Barghash hubiera tomado el poder tras la muerte de Hamad ibn Thuwaini. Los británicos deseaban que Hamud ibn Mohammed se convirtiera en el sultán, al considerar que con él sería mucho más fácil trabajar. Dieron a Khalid una hora para desalojar el palacio del sultán en Stone Town, lo cual no hizo, organizando en su lugar un ejército de 2.800 hombres para luchar contra los británicos. Estos lanzaron un ataque sobre el palacio y otros lugares de la ciudad. Khalid se retiró y huyó al exilio, y Hamud fue pacíficamente instalado como sultán.

### Tanzania
En diciembre de 1963 obtuvo la independencia del Reino Unido y se convirtió en monarquía constitucional bajo el sultán. Este, Jamshid ibn Abdullah, fue derrocado un mes más tarde, durante la revolución de Zanzíbar. Jamshid huyó al exilio y el sultanato fue sustituido por la República Popular de Zanzíbar. En abril de 1964, la República se unió a Tanganica para formar la República Unida de Tanganica y Zanzíbar, que se conoció como Tanzania seis meses más tarde.